# United Football League 2009
La temporada 2009 de la United Football League (UFL) fue la primera temporada denominada (Premier Season 2009). Esta comenzó el 8 de octubre de 2009 y participaron cuatro equipos jugando cada uno 6 partidos (2 veces contra cada equipo) durante 7 semanas y tuvieron 1 semanas de descanso. El UFL Championship Game de 2009 se jugó el 27 de noviembre en el Sam Boyd Stadium casa de Las Vegas Locomotives.
El primer partido que se disputó fue California Redwoods - Las Vegas Locomotives en el Sam Boyd Stadium teniendo una asistencia de 18 187 personas que se convirtió en entrada récord a un partido de temporada regular durante la temporada.
Florida Tuskers terminó la temporada regular invicto con marca de 6-0, Graham Gano anotó los primeros puntos en la historia de la liga y también los últimos 3 puntos en la temporada.
Las Vegas Locomotives fue el campeón tras vencer en el Championship Game a Florida Tuskers en tiempo extra por 20 a 17
Los primeros y últimos puntos de la temporada fueron hechos por un gol de campo de 33 yardas de Graham Gano.

## Pretemporada y preparaciones
Como preparación para el inicio de la Premier Season de la liga en el verano se llevó a cabo la firma de contrato con los jugadores y el Draft de la temporada 2009. Los campos de entrenamientos se realizaron el 9 de septiembre en Casa Grande, Arizona, para los equipos del Oeste y el 10 de septiembre en Orlando, Florida para los del Este.
La liga anuncio el calendario de juegos la primera semana de agosto, se programaron juegos en sedes principales y secundarias (con potencial de ser sede de un equipo).
- Se tenía previsto que la temporada iniciara en San Francisco, sin embargo el primer partido se llevó a cabo en Las Vegas.
- Se tenía fijado el 20 de noviembre para el Championship Game para jugarse en el Home Depot Center en Los Ángeles[2] ya que era candidato para expansión en 2010, pero se trasladó la sede al Sam Boyd Stadium casa de Las Vegas Locomotives.

Durante la semana del 10 de agosto se presentaron los nombres de los cuatro equipos y los uniformes (los cascos y los logotipos se dieron a conocer el 2 de octubre) los uniformes eran de los colores de la liga: Plata (Las Vegas Locomotives), Azul (Florida Tuskers), negro (New York Sentinels), verde (California Redwoods), todas las camisetas tenían el mismo diseño.

## Temporada regular

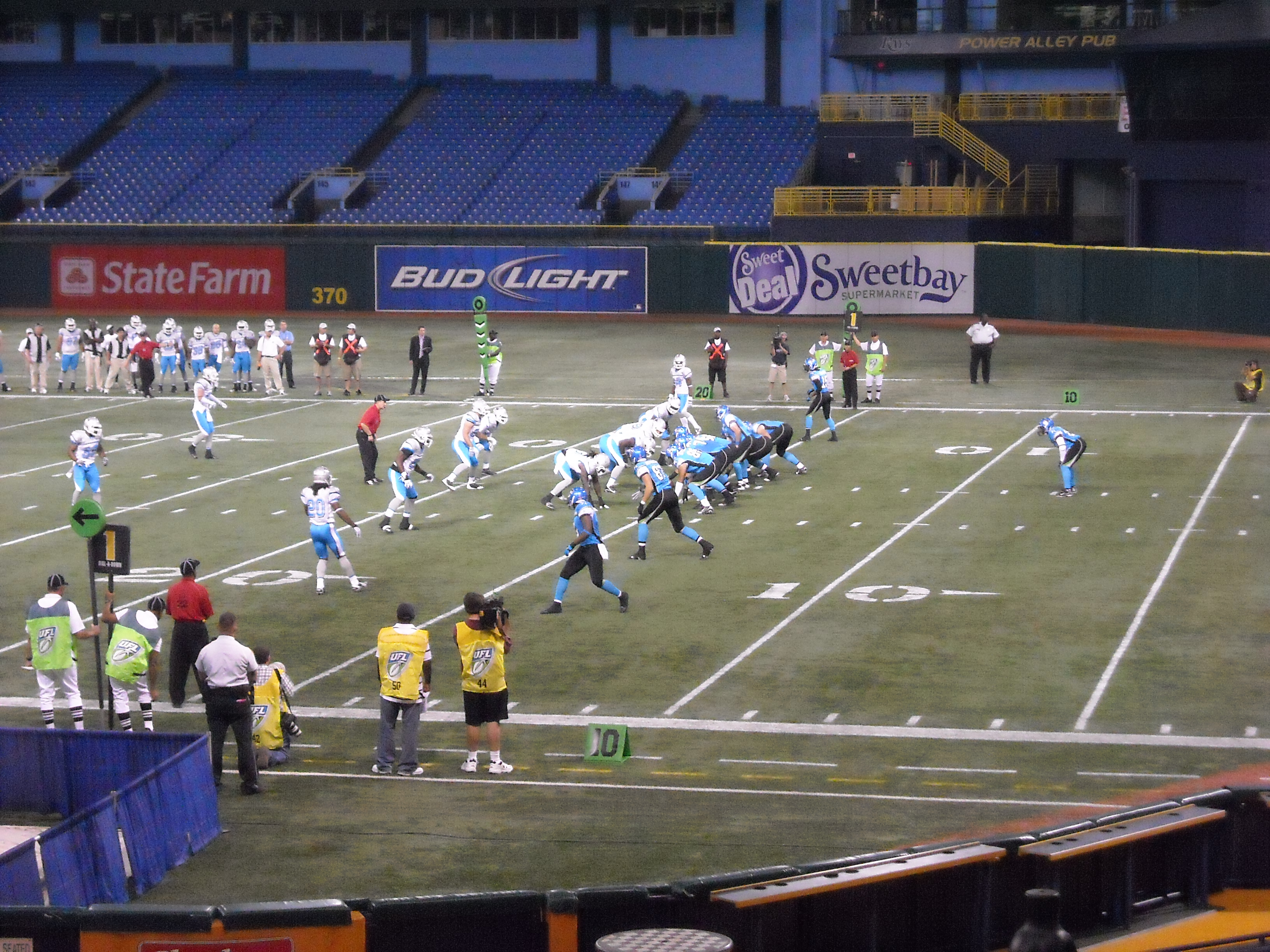
Florida Tuskers (derecha) contra Las Vegas Locomotives (izquierda) en Tropicana Field el 30 de octubre

La temporada regular inicio el 8 de octubre con el partido entre California Redwoods @ Las Vegas Locomotives con resultado de 17-30 en el Sam Boyd Stadium los primeros puntos en la historia de la liga fueron de Graham Gano con gol de campo de 33 yardas, el primer touchdown fue de Shane Boyd de California Redwoods con una carrera de 5 yardas.
El mejor equipo durante la temporada regular fue Florida Tuskers que terminó con marca invicta de 6-0 con lo que aseguró jugar el Championship Game en contra de Las Vegas Locomotives que terminaron en segundo lugar con una marca de 4-2.

### Asistencia
La asistencia para la temporada regular fue notable, con una entrada mínima de 4,312 en el partido entre Las Vegas Locomotives @ California Redwoods en el Spartan Stadium el 14 de noviembre y la mayor entrada fue de 18,187 en el partido inaugural entre California Redwoods @ Las Vegas Locomotives en el Sam Boyd Stadium el 8 de octubre. La asistencia total durante la temporada regular fue de 116,132 con un promedio de 9,678 personas por partido Florida lideró el promedio de asistencia con 13,225, mientras que California (5,836) y Nueva York (6,637) registraron bajas entradas, en parte por los cambios de sedes y competir con ciudades de la NFL.

## Cobertura de medios
La liga firmó un contrato por 2 años con los canales Versus y HDNET, HDNET transmitió 5 partidos, Versus transmitió 7 y el Championship Game.

## Equipos
| Equipos               | En UFL desde | Títulos | Estadio                                                 |
| --------------------- | ------------ | ------- | ------------------------------------------------------- |
| California Redwoods   | 2009         | -       | AT&T Park Spartan Stadium                               |
| Florida Tuskers       | 2009         | -       | Citrus Bowl Tropicana Field                             |
| Las Vegas Locomotives | 2009         | -       | Sam Boyd Stadium                                        |
| New York Sentinels    | 2009         | -       | Giants Stadium James M. Shuart Stadium Rentschler Field |

## Draft
El Draft de 2009 de la Premier Season se llevó a cabo el 19 de junio consistió en 24 rondas para cada equipo.

## Clasificación
| y - Florida Tuskers       | 6 | 0 | 0 | 1.000 | 183 | 92  |
| y - Las Vegas Locomotives | 4 | 2 | 0 | 0.667 | 167 | 100 |
| California Redwoods       | 2 | 4 | 0 | 0.333 | 105 | 134 |
| New York Sentinels        | 0 | 6 | 0 | 0.000 | 56  | 185 |

y Avanzaron al Championship Game

## Resultados
| California Redwoods - Detalles   | LVL   | NYS   | FLT  | NYS   |       | LVL   | FLT   |
| California Redwoods - Detalles   | 17-30 | 24-7  | 7-34 | 20-13 |       | 10-16 | 27-34 |
| Florida Tuskers - Detalles       | NYS   | LVL   | CAR  | LVL   |       | NYS   | CAR   |
| Florida Tuskers - Detalles       | 35-13 | 29-15 | 34-7 | 27-24 |       | 24-6  | 34-27 |
| Las Vegas Locomotives - Detalles | CAR   | FLT   |      | FLT   | NYS   | CAR   | NYS   |
| Las Vegas Locomotives - Detalles | 30-17 | 15-29 |      | 24-27 | 41-10 | 16-10 | 41-7  |
| New York Sentinels - Detalles    | FLT   | CAR   |      | CAR   | LVL   | FLT   | LVL   |
| New York Sentinels - Detalles    | 13-35 | 7-24  |      | 13-20 | 10-41 | 6-24  | 7-41  |

## Championship Game
La Premier Season terminó el 27 de noviembre (un día después de Acción de Gracias) con el Championship Game en el Sam Boyd Stadium en Las Vegas. Los 2 equipos que disputaron el campeonato fueron Florida Tuskers (6-0) y Las Vegas Locomotives (4-2).
Hasta el tercer cuarto Florida Tuskers lidera el partido 7-3 y en el último cuarto se anotaron 24 puntos para terminar empatados al final con un gol de campo de Matt Bryant de 27 yardas, para dejar el marcador empatado a 17 puntos. Ya en tiempo extra Florida recibió el balón pero fue forzado a un fumble que recuperó Las Vegas y con un gol de campo de Graham Gano de 33 yardas le dio la victoria a Las Vegas Locomotives.

## Estadísticas y premios

### Líderes
| Equipo                              | Equipo                | Equipo |
| ----------------------------------- | --------------------- | ------ |
| Puntos anotados                     | Florida Tuskers       | 183    |
| Total Yardas ganadas                | Florida Tuskers       | 2,259  |
| Yardas por Carrera                  | Las Vegas Locomotives | 686    |
| Yardas por Pase                     | Florida Tuskers       | 1,608  |
| Menos puntos permitidos             | Florida Tuskers       | 92     |
| Menos yardas totales permitidas     | Florida Tuskers       | 1,700  |
| Menos yardas por carrera permitidas | California Redwoods   | 508    |
| Menos yardas por pase permitidas    | Florida Tuskers       | 1,122  |

| Pases Completos             | B. Bollinger (FLT)                               | 121   |
| Intentos de Pase            | B. Bollinger (FLT)                               | 179   |
| Yardas por Pase             | B. Bollinger (FLT)                               | 1,518 |
| Pases para TD               | B. Bollinger (FLT)                               | 14    |
| QB Rating                   | B. Bollinger (FLT)                               | 107.7 |
| Pase más Largo              | B. Bollinger (FLT)                               | 62    |
| Pases Interceptados         | S. Boyd (CAR)                                    | 5     |
| Capturado                   | J. Losman (LVL)                                  | 15    |
| Yardas perdidas por captura | J. Losman (LVL)                                  | 113   |
| Intentos carrera            | C. Ross (CAR)                                    | 117   |
| Yardas por carrera          | C. Ross (CAR)                                    | 462   |
| TD por carrera              | C. Ross (CAR)                                    | 4     |
| Carrera más larga           | D. Dorsey (LVL)                                  | 71    |
| Yardas / Carrera            | D. Dorsey (LVL)                                  | 6.4   |
| Recepciones                 | C. Thorpe (NYS)                                  | 27    |
| Yardas por recepción        | T. Biddle (FLT)                                  | 453   |
| TD por recepción            | S. Parker (LVL) M. Maxwell (FLT) J. Foster (FLT) | 3     |
| Recepción más larga         | J. Foster (FLT)                                  | 62    |
| Touchdowns                  | C. Ross (CAR)                                    | 5     |
| Puntos anotados             | G. Gano (LVL) M. Bryant (FLT)                    | 51    |
| Yardas Scrimmage            | C. Ross (CAR)                                    | 615   |
| Kick returns                | B. Sams (CAR)                                    | 22    |
| Kick returns Yds            | B. Sams (CAR)                                    | 375   |

| Long Kick return               | J. Scobey (NYS)                                                   | 40   |
| Yardas / Kick return           | T. Perry (LVL)                                                    | 22.3 |
| Punt returns                   | B. Sams (CAR)                                                     | 14   |
| Punt returns Yds               | W. Andrews (FLT)                                                  | 139  |
| Long Punt return               | W. Andrews (FLT)                                                  | 68   |
| Yardas / Punt return           | W. Andrews (FLT)                                                  | 12.6 |
| Puntos extra                   | M. Bryant (FLT)                                                   | 21   |
| Intentos punto extra           | M. Bryant (FLT)                                                   | 21   |
| Gol de campo                   | G. Gano (LVL)                                                     | 11   |
| Intentos gol de campo          | G. Gano (LVL) M. Bryant (FLT)                                     | 12   |
| Despejes                       | D. Baugher (LVL)                                                  | 22   |
| Yardas por despeje             | D. Baugher (LVL)                                                  | 958  |
| Despeje más largo              | D. Baugher (LVL)                                                  | 68   |
| Yardas / Despeje               | D. Baugher (LVL)                                                  | 43.5 |
| Intercepciones                 | J. Carter (FLT) T. Young (LVL) N. Turnbull W. Dada P. Pratt (NYS) | 2    |
| Regreso Intercepción           | J. Carter (FLT)                                                   | 98   |
| Regreso Intercepción TD        | T. Young (LVL) J. Stewart (CAR)                                   | 1    |
| Regreso Intercepción más larga | J. Carter (FLT)                                                   | 83   |
| Capturas                       | P. Chukwurah (FLT) E. Henderson (LVL)                             | 3    |
| Yardas por captura             | P. Chukwurah (FLT)                                                | 21   |

Solo temporada regular.

### Premios
- Motorola MVP Temporada: Brooks Bollinger, Quarterback, Florida Tuskers
- MVP Championship Game: DeDe Dorsey, Runingback, Las Vegas Locomotives
- Men's Wearhouse Entrenador en Jefe del Año: Jim Haslett, Florida Tuskers[8]